# StanFlex

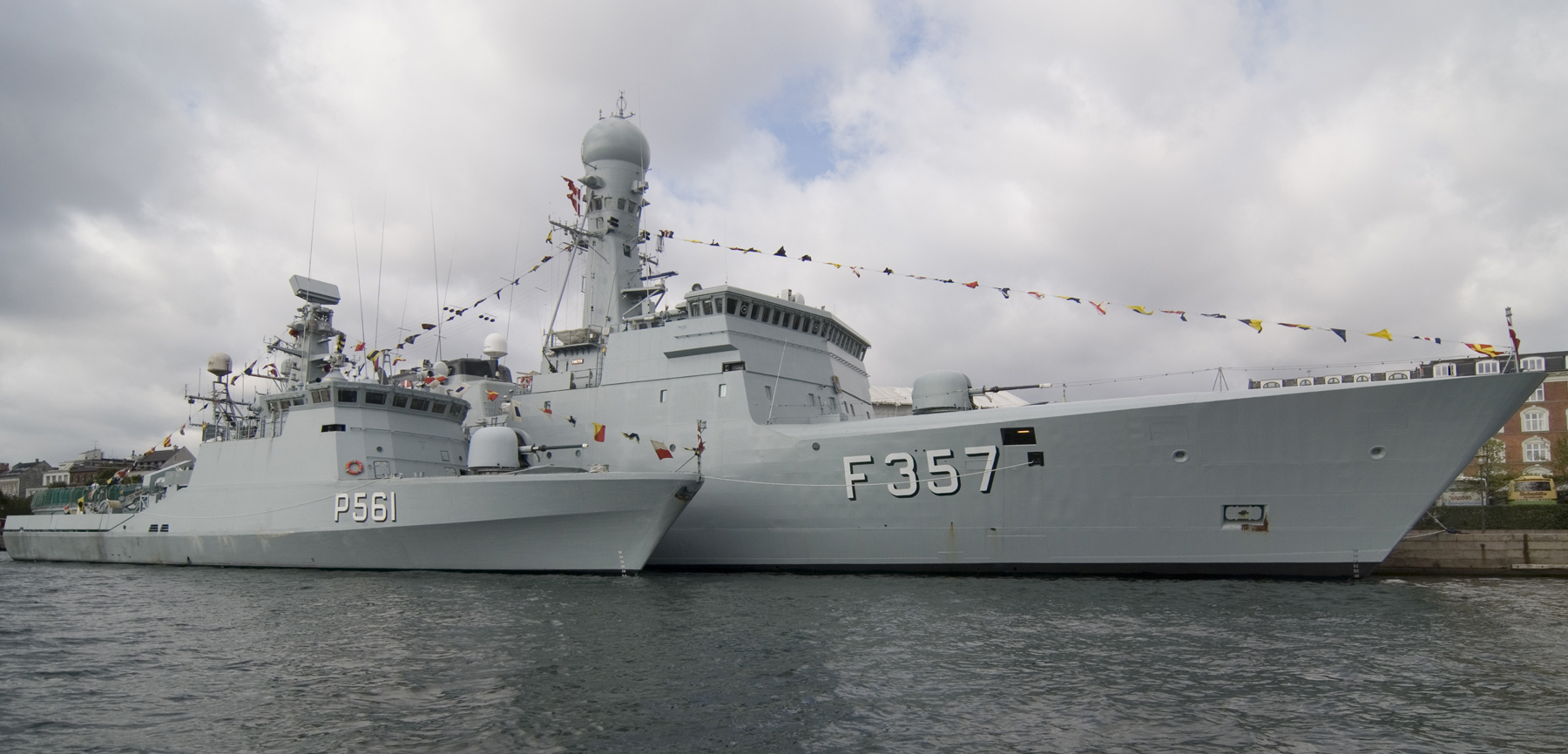
Skaden P561 (StanFlex SF300) und Thetis F357 (StanFlex 2000) der dänischen Marine in Kopenhagen

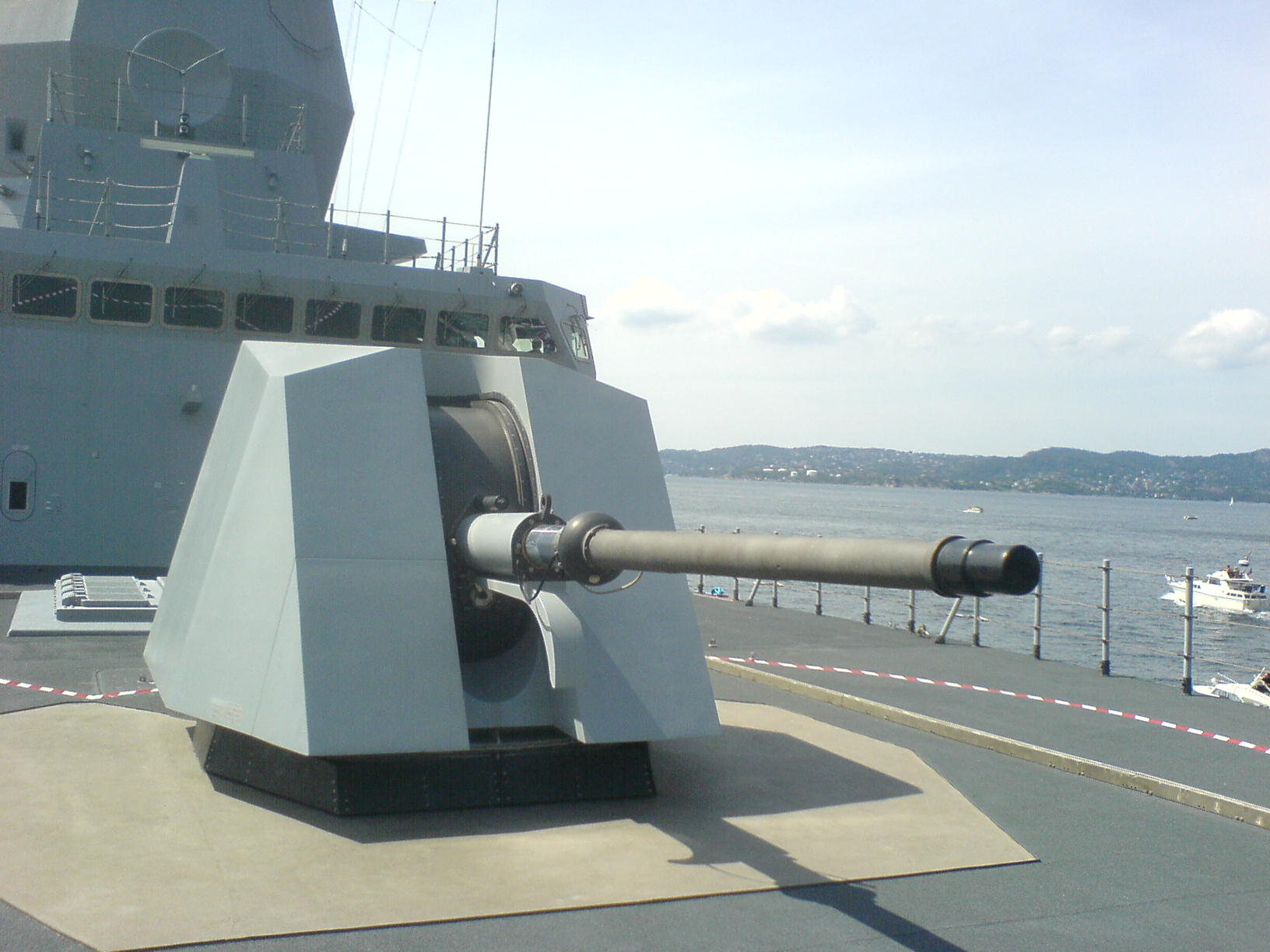
Das vollautomatische Schiffsgeschütz 76/62 Compact (76-mm-Geschützlauf mit Kaliberlänge 62) vom italienischen Hersteller Oto Melara für den Einsatz auf Kriegsschiffen.

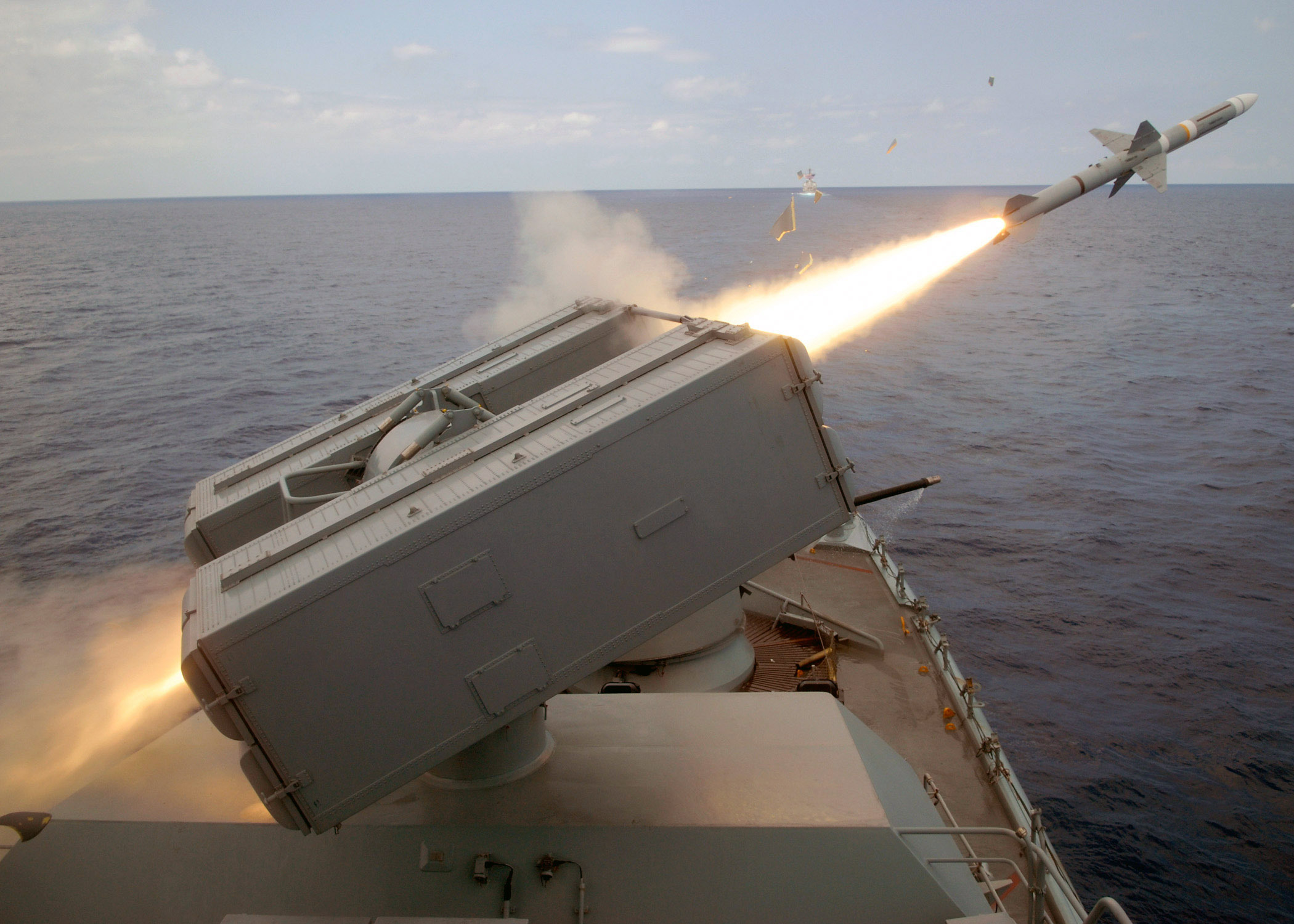
Eine Sea Sparrow-Flugabwehrrakete wird von der Fregatte Lübeck (F 214) gestartet.

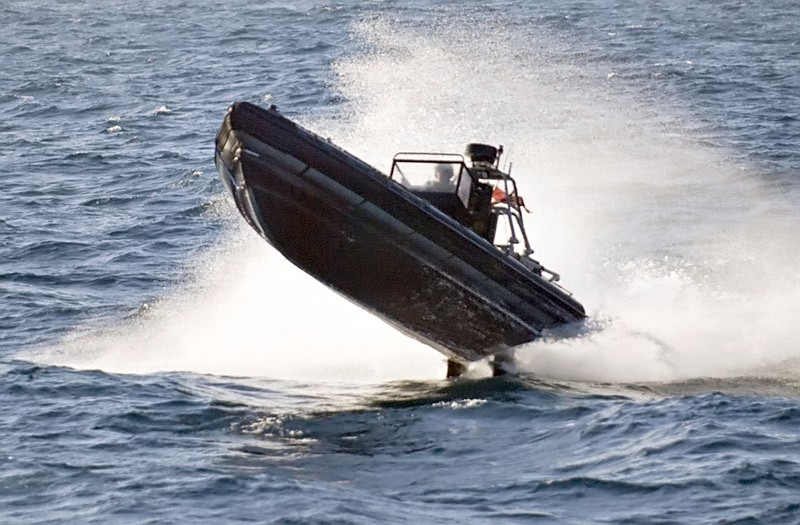
Festrumpfschlauchboot (RHIB) der dänischen Marine

StanFlex (auch als STANFLEX oder Standard-Flex bekannt) ist ein modulares Marineschiffssystem der Dänischen Marine. Eingeführt wurde das Konzept in den 1980er Jahren mit der FLYVEFISKEN-Klasse. Diese war als Ersatz für mehrere verschiedene kleine Marineschiffs-Klassen geringer Größe geplant, die durch eine, flexibel einsetzbare Klasse, ersetzt werden sollten.

## Prinzip StanFlex-System
Das Prinzip des StanFlex-Systems besteht darin, die Waffen und Ausrüstung in standardisierten, als Module bezeichneten Containern zu lagern, die je nach Bedarf und Mission auf den Schiffen schnell in entsprechende von außen zugängliche genormten Öffnungen eingesetzt werden. Diese Container können dadurch in kurzer Zeit ausgetauscht werden, damit die Schiffe schnell für andere Missionen einsetzbar sind.
Die Modularisierung der Waffen, Einsatz- und Überwachungssysteme für diese Marine-Überwassereinheiten spielen bei den Marinen eine wachsende Rolle und wurden bisher in Deutschland, Dänemark und der USA realisiert. Dazu gehören die Konzepte wie MEKO, das Stanflex-System und SSES/NIICP.
Der bisherige Erfolg des Modularisierung führte dazu, alle neuen Kriegsschiffe der Dänischen Marine mit dem StanFlex-System zu gestalten und auch auf älteren Schiffe bei größeren Umbauten nachzurüsten.

### Vor- und Nachteile
- Nicht verwendete Module können unter kontrollierten Bedingungen an Land gelagert werden, wodurch die Prüfung, Überholung und Reparatur vereinfacht wird.
- Schiffe brauchen nicht außer Betrieb genommen werden, wenn die Geräte in den Modulen gewartet werden.
- Neue Waffen und Systeme lassen sich mit den Modulen schneller realisieren.
- Geht ein Schiff oder eine Klasse aus dem Dienst, können die Module auf anderen Schiffe verwendet werden.
- Die Standard-Flex-Schiffe sind zwar weniger effizient als ein spezielles Schiff, aber die Fähigkeit, dass ein Schiff mehrere Aufgaben übernimmt, macht es universeller einsetzbar.

### Inventar
Ab 2001 enthalten die StanFlex Module:
- SSM-Seezielflugkörper Boeing RGM-84 Harpoon-Raketen mit einer Reichweite von 120 km.
- Flugabwehrraketen Mk 48 NATO (Vertical Launch Seasparrow), 6 Zellen zur Bekämpfung von Schiffseinheiten bis 1.000 t.
- Schiffsartillerie, 76/62 Compact Otobreda-Schnellfeuerkanone, Reichweite von 16 km.
- Zwei Torpedorohre mit Kabellenkung 53,3 cm.
- Schleppsonar Thales TSM 2640 VDS.
- Steuerungs- und Kontrollsystem für Drohnenminenjäger Double Eagle ROV Remotely Operated Vehicle.
- Ein hydraulischer Kran für den Einsatz eines Festrumpfschlauchboot (RHIB) oder zum Einsatz von Seeminen.

## Entwicklung der FLYVEFISKEN-Klasse (StanFlex 300)

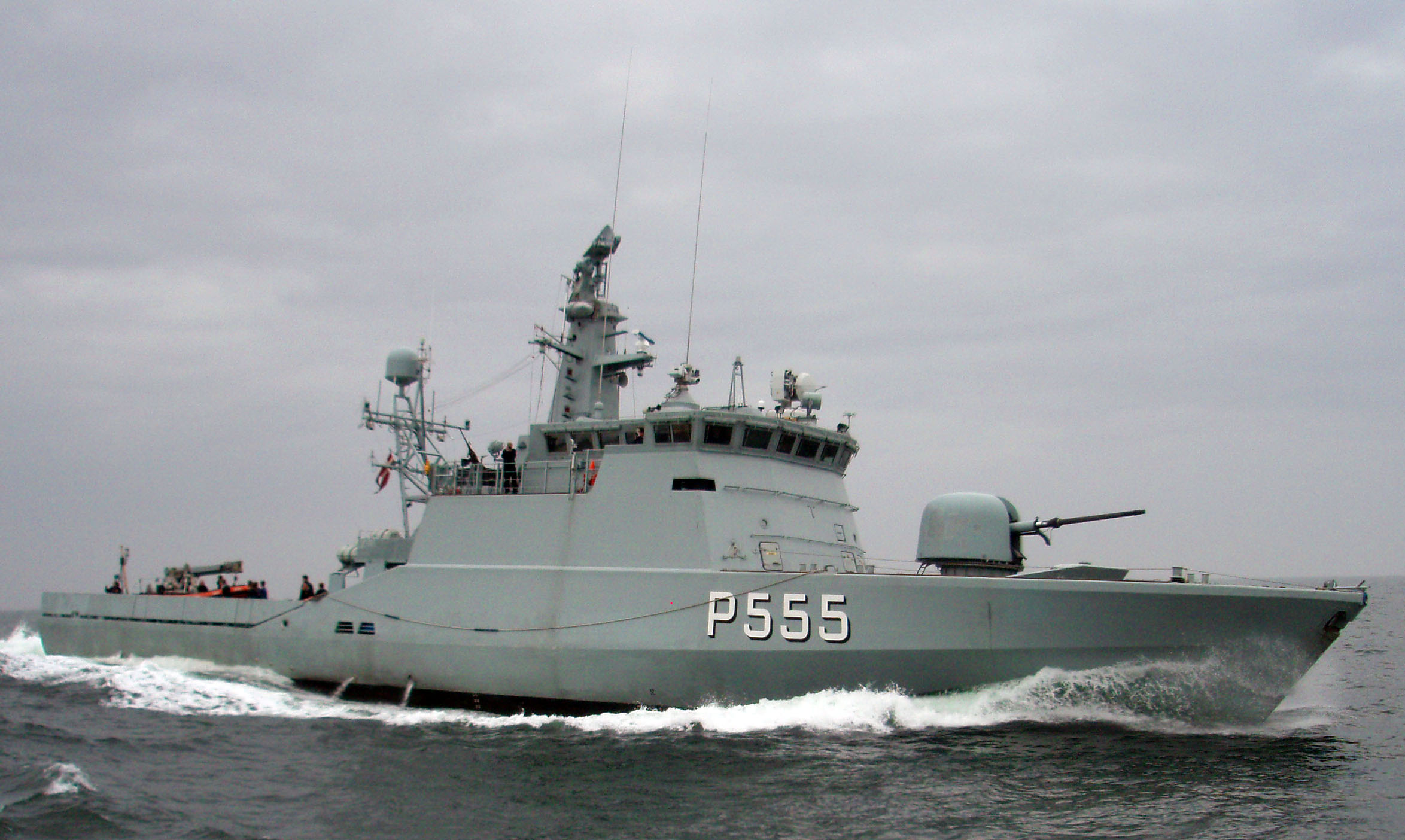
StanFlex (SF300)-Marineschiff (P555) der dänischen Marine

Während der frühen 1980er Jahre waren drei Schiffsklassen mit insgesamt 22 Schiffen zu ersetzen. Es wurde eine neue Schiffsklasse, die Flyvefisken-Klasse definiert und entworfen, die aufgrund des modularen Aufbaus und schnellen Modultausches die Aufgaben der drei Schiffsklassen übernehmen konnten. Das wurde möglich, weil die Waffen und Ausrüstung in genormten schnell austauschbaren Containern installiert wurden. Dieses modulare Nutzlastsystem wurde als „Standard-Flex“ oder „StanFlex“ bekannt. Die 1983 und 1984 durchgeführte Machbarkeitsstudien führten zum Design des Standard-Flex-300-Marineschiffs. Es waren 54 Meter lange, 320-Tonnen-Patrouillenboote, die mit dem Standard-Flex-System ausgestattet wurden.

### Module
Die Module selbst wurden von der Naval Materiel Command and Promecon entworfen und der Bau wurde im Juli 1985 begonnen. Die Stanflex-Module wurden durch Monberg & Thorsen konstruiert. Die Module bestehen aus einem Edelstahlbehälter mit 3 Metern Länge, 3,5 Metern Breite und 2,5 Metern Höhe. Exakt gefertigte Anschlussflansche stellen sicher, dass die Module genau passen und die Anschlüsse für Strom, Lüftung-, Wasser- und Kommunikationsverbindungen problemlos ineinanderpassen.
Die Waffen- oder die Antennensysteme sind auf dem Dach der Module montiert, während die Maschinen, Elektronik und Ausrüstung innerhalb der Module angeordnet sind. Die Module können durch einen 15-Tonnen-Mobilkran installiert bzw. ausgetauscht werden. Der Vorgang dauert etwa eine halbe Stunde und nach einem Systemtest ist das Schiff innerhalb weniger Stunden wieder einsatzbereit. Für die entsprechenden Bedienungen lässt sich die Software in den Bedienkonsolen schnell austauschen. Die Schulung der Besatzung ist jedoch aufwendiger, da von diesen Schiffen mehr Aufgaben wahrgenommen werden.

## THETIS-Klasse (StanFlex 2000) und ABSALON-Klasse (StanFlex 3500)
Die Mehrzweckboote der Flyvefisken-Klasse (STANFLEX 300) und der Fregatten (Inspektionsschiffen, Fiskeriinspektionsskibe) der THETIS-Klasse (STANFLEX 2000) haben sich inzwischen bewährt. Nach diesem Prinzip wurden die neuen Einheiten der ABSALON-Klasse (STANFLEX 3500) entwickelt und in den Dienst gestellt. Sie können als Führungsschiffe, Hospitalschiffe, logistische Unterstützungsschiffe oder im strategischen Seetransport eingesetzt werden.